# Barrage de Savenay

## Géographie
Le barrage de Savenay est un barrage voute sur le cours d'un des ruisseaux descendant du Sillon de Bretagne.

## Histoire
Le barrage de Savenay est un barrage voute construit en 1917, durant la Première Guerre mondiale pour fournir en eau un hôpital militaire de l'armée des États-Unis qui venaient de s'engager dans le conflit.